# Biserica de lemn din Pria

Satul Pria în Harta Iosefină a Transilvaniei, (1769-1773). La intrare în sat, pe partea dreaptă, în locul numit Scurta, se află vechea biserică de lemn de rit greco-catolic

Biserica de lemn din Pria a fost biserica parohială a locuitorilor  satului Pria, din județul Sălaj. Biserica de lemn de rit greco-catolic a fost construită în anul 1750 și folosită ca lăcaș de cult până în 1932, urmând ca anul următor să fie dărâmată. 

## Istoric
Lăcașul de cult a fost ridicat de către prieni în anul 1750, la inițiativa preotului Popa Luca. Aceasta se afla pe teritoriul  nord-vestic al satului (la intrare dinspre Boian, pe partea dreaptă), în zona cunoscută de localnici sub numele de Scurta . 
Biserica este descrisă ca fiind una modestă, de dimensiuni reduse (lungime 13,12 m, lățime 5 m, înălțime 2,27 m și turn de 8 m), cu intrare dinspre sud, altarul spre răsărit și turla spre apus; cu picturi interioare pe pânză și era înconjurată de un cimitir care mai dăinuie și astăzi. Biserica a fost folosită până în anul 1932 (timp de 182 de ani), iar cimitirul până în 1923. 
În parohie au slujit de-a lungul timpului, începând cu anul 1750,  mai mulți preoți descendenți a familiei Popa, astfel: Popa Luca, Popa Ioan, Popa Crăciun, Popa Simion, iar din 1840, Popa Vasile, acesta din urmă schimbându-și numele în Marincașu, după numele de fată al mamei sale. 
În anul 1856 sătenii cumpără de la Cluj un clopot pe care cheltuie 220 de florini. Clopotul bisericii este dus în anul 1880 la Oradea pentru reparații, contra sumei de 22 florini și 15 creițari.
Cheltuielile de întreținere ale lăcașului de cult (dări, biruri bisericești, diac, sfăt) erau plătite dintr-un grânar bisericesc (înființat între anii 1890-1891 de preotul Vasile Marincașu, la inițiativa vicarului din Șimleu Silvaniei), unde sătenii (după starea materială a fiecăruia) contribuiau anual cu o anumită cantitate de cereale. 
În anul 1933 biserica de lemn din satul Pria a fost demolată, urmând ca între anii 1930-1936 să se construiască actuala biserică de zid, ce poartă hramul „Sfinților Apostoli Petru și Pavel”.